# Ministrowie spraw wewnętrznych w brytyjskim gabinecie cieni

## Lista ministrów spraw wewnętrznych w brytyjskich gabinetach cieni
- 1955–1957: Kenneth Younger(inne języki) (Partia Pracy)
- 1957–1962: Patrick Gordon Walker (Partia Pracy)
- 1962–1963: George Brown (Partia Pracy)
- 1963–1964: Frank Soskice (Partia Pracy)
- 1964–1965: Edward Boyle (Partia Konserwatywna)
- 1965–1966: Peter Thorneycroft (Partia Konserwatywna)
- 1966–1970: Quintin Hogg (Partia Konserwatywna)
- 1970–1971: James Callaghan (Partia Pracy)
- 1971–1973: Shirley Williams (Partia Pracy)
- 1973–1974: Roy Jenkins (Partia Pracy)
- 1974–1975: Keith Joseph (Partia Konserwatywna)
- 1975–1976: Ian Gilmour (Partia Konserwatywna)
- 1976–1979: William Whitelaw (Partia Konserwatywna)
- 1979–1980: Merlyn Rees (Partia Pracy)
- 1980–1983: Roy Hattersley (Partia Pracy)
- 1983–1987: Gerald Kaufman(inne języki) (Partia Pracy)
- 1987–1992: Roy Hattersley (Partia Pracy)
- 1992–1994: Tony Blair (Partia Pracy)
- 1994–1997: Jack Straw (Partia Pracy)
- 1997–1997: Michael Howard (Partia Konserwatywna)
- 1997–1998: Brian Mawhinney (Partia Konserwatywna)
- 1998–1999: Norman Fowler (Partia Konserwatywna)
- 1999–2001: Ann Widdecombe (Partia Konserwatywna)
- 2001–2003: Oliver Letwin (Partia Konserwatywna)
- 2003–2008: David Davis (Partia Konserwatywna)
- 2008–2009: Dominic Grieve(inne języki) (Partia Konserwatywna)
- 2009–2010: Chris Grayling (Partia Konserwatywna)
- 2010: Alan Johnson (Partia Pracy)
- 2010–2011: Ed Balls (Partia Pracy)
- 2011–2015: Yvette Cooper (Partia Pracy)
- 2015–2016: Andy Burnham (Partia Pracy)
- 2016–2020: Diane Abbott (Partia Pracy)
- 2020–2021: Nick Thomas-Symonds(inne języki) (Partia Pracy)
- 2021–2024: Yvette Cooper (Partia Pracy)
- 2024: James Cleverly (Partia Konserwatywna)
- od 2024: Chris Philp(inne języki) (Partia Konserwatywna)

## Ministrowie spraw wewnętrznych w gabinecie cieni Liberalnych Demokratów
- 1999–2006: Mark Oaten(inne języki)
- 2006–2007: Nick Clegg
- 2007–2010: Chris Huhne
- 2010–2015: (uczestnictwo Liberalnych Demokratów w koalicji rządowej)
- 2015: Lynne Featherstone(inne języki)
- 2015–2016: Alistair Carmichael
- 2016–2017: Brian Paddick(inne języki)
- 2017–2019: Ed Davey
- 2020–2024: Alistair Carmichael
- od 2024: Lisa Smart(inne języki)